# Karl Strempel
Karl Strempel (* 13. Oktober 1980) ist ein ehemaliger deutscher Volleyball- und Beachvolleyballspieler.

## Karriere Halle
Strempel begann seine Volleyball-Karriere bei seinem Heimatverein im westfälischen Schwelm. Von 1998 bis 2000 spielte er beim SV Bayer Wuppertal, zunächst im Zweitligateam, später auch in der Bundesliga-Mannschaft. Der Club aus NRW stand sowohl 1999 als auch 2000 im DVV-Pokalfinale und wurde in den beiden Spielzeiten Vizemeister und Dritter in der höchsten deutschen Spielklasse. Von 2002 bis 2006 war er beim Schweizer Erstligisten Volley Amriswil aktiv und spielte auch im europäischen CEV-Pokal. Mit dem Verein aus dem Bezirk Arbon stand er in allen vier Spielzeiten im Pokalfinale, dazu kamen ein Supercupfinale (2005), eine Vizemeisterschaft (2006) und zwei dritte Plätze in der Liga (2003 und 2005).

## Karriere Beach
Strempel gewann mit Daniell Ferraz 1997 in Burg auf Fehmarn die (inoffizielle) deutsche A-Jugend-Meisterschaft. Mit Thomas Kröger wurde er hier ein Jahr später Vizemeister und gewann 1999 bei der U23-Europameisterschaft im griechischen Schinias die Bronzemedaille. 2001 und 2002 startete Strempel mit verschiedenen Partnern auf nationalen und internationalen Turnieren, u. a. mit Kay Matysik auf der FIVB World Tour in Berlin. 2003 und 2004 bildete er ein Duo mit Christian Kilgus und gewann 2003 den Renault Beach Cup in Konstanz.